# Лесогорск (посёлок железнодорожной станции, Нижегородская область)
Лесого́рск — посёлок железнодорожной станции в Шатковском районе Нижегородской области. Входит в состав городского поселения рабочий посёлок Лесогорск.

## География
Посёлок железнодорожной станции находится в юго-восточной части Нижегородской области, на расстоянии приблизительно 15 км (по прямой) к юго-западу от посёлка городского типа Шатки, административного центра района.

### Часовой пояс
Посёлок железнодорожной станции Лесогорск, как и вся Нижегородская область, находится в часовой зоне МСК (московское время). Смещение применяемого времени относительно UTC составляет +3:00.

## Население
| 2002 | 2010 |
| ---- | ---- |
| 0    | →0   |